# David Daniel Ebert
 (août 2025).
Si vous disposez d'ouvrages ou d'articles de référence ou si vous connaissez des sites web de qualité traitant du thème abordé ici, merci de compléter l'article en donnant les références utiles à sa vérifiabilité et en les liant à la section « Notes et références ».
 (août 2025).
Pour les articles homonymes, voir Ebert.
David Daniel Ebert (né en 1979 à Stuttgart) est un professeur de psychologie allemand à l'Université technique de Munich. Il est également cofondateur et directeur scientifique de HelloBetter, une entreprise spécialisée dans le développement d'applications de santé numérique. Il compte parmi les chercheurs les plus cités au monde et est reconnu pour ses travaux dans le domaine de la santé mentale numérique (e-mental health).

## Carrière
Ebert a obtenu son doctorat en psychologie en 2013 à l'Université Philipps de Marbourg, sous la direction de Matthias Berking et Pim Cuijpers. Il a ensuite travaillé comme chercheur associé à Marbourg, puis comme chef de projet à l'Université Leuphana de Lunebourg. Il a ensuite exercé à la faculté de médecine de Harvard et à l'Université Friedrich-Alexander d'Erlangen-Nuremberg, où il a créé et dirigé le Protect Lab  (Behavioral Health Promotion & Technology Lab, E-Mental Health Unit),.
Après avoir reçu son habilitation en 2018 à l'Université Friedrich-Alexander d'Erlangen-Nuremberg, il a occupé un poste de professeur associé de psychologie clinique à la Vrije Universiteit d'Amsterdam. En 2021, il a été nommé professeur à l'Université technique de Munich, où il occupe la chaire de psychologie et de santé mentale numérique.

## Recherche
Ebert a dirigé des modules de travail dans plusieurs projets de recherche européens, notamment au sein des programmes FP7, Horizon 2020 et CIP Pilot Actions. Ses travaux de recherche portent sur le développement et l’évaluation d’interventions en santé mentale délivrées via Internet et par téléphonie mobile, avec un accent particulier sur la prévention et l’intervention précoce des troubles mentaux. Parmi ses autres axes de recherche figurent l’évaluation économique des interventions psychologiques, l’identification de facteurs de protection de la santé mentale, ainsi que le développement de modèles prédictifs des issues en santé psychosociale.
En juillet 2025, Ebert avait publié plus de 350 articles évalués par des pairs, ainsi que trois livres et 44 chapitres d'ouvrages collectifs. Entre 2020 et 2022 selon la base de données Stanford/Elsevier, il figurait parmi les 2% des scientifiques les plus cités au monde et parmi les 1% des chercheurs les plus cités dans le domaine de la psychiatrie. En 2023-2024, il figurait parmi les premiers dans les deux catégories, consolidant sa position parmi les chercheurs les plus cités à l’échelle mondiale,,,.

## Travaux
Français Ebert et son équipe ont déjà développé plus de 15 interventions de santé mentale (basées sur Internet), dont l'efficacité et la rentabilité ont été étudiées dans plus de 50 essais contrôlés randomisés. En 2015, il a cofondé GET.ON Institut für Gesundheitstrainings GmbH, une entreprise visant à mettre en œuvre des interventions en ligne fondées sur des preuves dans les soins de santé, qui a reçu le nom de marque HelloBetter en 2020. Il a également joué un rôle de premier plan dans l’introduction de méthodes de psychothérapie en ligne au sein de la Schön Klinik, et conseille régulièrement des établissements de santé sur la mise en œuvre de services de psychothérapie numérique. En tant qu’expert en santé mentale numérique, il est fréquemment sollicité par les médias nationaux et internationaux (presse écrite, télévision, radio, podcasts). Plusieurs de ses doctorants et postdoctorants ont ensuite été nommés à des postes de professeur. 

## Fonctions dans les associations professionnelles
Ebert a été membre du conseil d'administration, puis président de la Société internationale de recherche sur les interventions sur Internet (International Society for Research on Internet Interventions, ISRII). Il a également siégé au conseil d’administration de la Société allemande de psychologie (section psychologie de la santé) et est membre fondateur de la Société européenne de recherche sur les interventions sur Internet (European Society for Research on Internet Interventions, ESRII). Il fait par ailleurs partie des comités de rédaction de plusieurs revues scientifiques, dont Internet Interventions, Frontiers in Digital Health et Clinical Psychological Science.

## Prix
En reconnaissance de ses contributions scientifiques et de son engagement, Ebert ainsi que GET.ON/HelloBetter ont reçu de nombreuses distinctions, parmi lesquelles : 
- Prix européen du Top 50 numérique « DT50 » (2020) dans la catégorie Tech for Good (attribué à GET.ON/HelloBetter, spin-off universitaire), décerné par McKinsey et Google[12]
- Prix d'habilitation (2018) de l'Université Friedrich-Alexander d'Erlangen-Nuremberg[4]
- Prix de la santé numérique (2018) de Novartis (spin-off universitaire GET.ON/HelloBetter)[13]
- Prix Comenius (2017) de la Fédération européenne des associations de psychologues (EFPA)[14]
- Prix Charlotte et Karl Bühler (2016) de la Société allemande de psychologie (DGPs)[15]
- Prix du jeune chercheur (2015) de la section de psychologie clinique et de psychothérapie de la Société allemande de psychologie[1]
- Prix promotionnel (2014) de la Société allemande de thérapie comportementale (DGVT)[16]
- Prix du chercheur en début de carrière (2011) de la Société internationale pour la recherche sur les interventions sur Internet (ISRII)[1]

## Publications scientifiques

### Articles collectifs
- Avec Kim van Zoonen, Claudia Buntrock et al. : Prévenir l’apparition du trouble dépressif majeur : une méta-analyse des interventions psychologiques. Dans : International Journal of Epidemiology. Volume 43, numéro 2, avril 2014, p. 318-329. doi:10.1093/ije/dyt175
- Avec Anna-Carlotta Zarski, Helen Christensen et al. : Thérapie cognitivo-comportementale par Internet et par ordinateur pour l'anxiété et la dépression chez les jeunes : une méta-analyse d'essais contrôlés randomisés. 18 mars 2015. doi:10.1371/journal.pone.0119895
- Avec Pim Cuijpers, Ricardo F. Muñoz et Harald Baumeister : Prévention des troubles mentaux grâce aux interventions sur Internet et les appareils mobiles : revue narrative et recommandations pour des recherches futures. Dans : Psychiatry. Volume 8, 10 août 2017. doi : 10.3389/fpsyt.2017.00116
- Avec Sumeyye Balci, Ann-Marie Küchler et al. : Version turque adaptée culturellement d'une intervention de pleine conscience en ligne destinée aux étudiants universitaires : essai de faisabilité contrôlé randomisé. Dans : BMC Digit Health. Volume 2, 2024, p. 20. doi:10.1186/s44247-024-00074-z

### Ouvrages collectifs
- D. D. Ebert, H. Baumeister (dir.) : Interventions en santé numérique : applications thérapeutiques et préventives. Springer, 2023,  (ISBN 978-3-662-65815-4) . doi:10.1007/978-3-662-65816-1
- M. Harrer, P. Cuijpers, T. Furukawa, DD Ebert : Méta-analyse avec R : guide pratique. Chapman et Hall/CRC, 2021,  (ISBN 978-0-367-61007-4) . doi:10.1201/9781003107347
- R. Röhrle, J. Anding, DD Ebert, H. Christiansen : Prévention et promotion de la santé. Vol. VI : Développement et perspectives. DGVT-Verlag, 2018,  (ISBN 978-3-87159-624-7) .